# Liste der Kulturdenkmäler in Wirschweiler
In der Liste der Kulturdenkmäler in Wirschweiler sind alle Kulturdenkmäler der rheinland-pfälzischen Ortsgemeinde Wirschweiler aufgeführt. Grundlage ist die Denkmalliste des Landes Rheinland-Pfalz (Stand: 12. Juni 2023).

## Einzeldenkmäler
| Bezeichnung              | Lage                | Baujahr         | Beschreibung | Bild                           |
| ------------------------ | ------------------- | --------------- | --- | ------------------------------ |
| Evangelisches Pfarrhaus  | Hauptstraße 10 Lage | 1763            | ehemaliges evangelisches Pfarrhaus; stattlicher Krüppelwalmdachbau, teilweise Fachwerk (verschiefert), 1763, Architekt Heinrich Schunk                                             | BW                             |
| Wohnhaus                 | Hauptstraße 25 Lage | 17. Jahrhundert | kubischer Mansardwalmdachbau, spätmittelalterlich oder aus dem 17. Jahrhundert | BW                             |
| Evangelische Pfarrkirche | Im Oberdorf 1 Lage  | 1711 (Langhaus) | im Kern spätmittelalterlicher Saalbau, Umbau 1711; Taufstein wohl aus dem 15. oder 16. Jahrhundert; zwei Glocken: 1532 von Dederich von Wyncfelt, 1700 von Mahthias Crommel, Trier | weitere Bilder Fotos hochladen |